# Bembidion rolandi
Bembidion rolandi es una especie de escarabajo del género Bembidion, familia Carabidae. Fue descrita científicamente por Fall en 1922.
Se distribuye por América del Norte, en Canadá y los Estados Unidos. Esta especie ha sido registrada en la provincia de Nueva Escocia y en los estados de Virginia y Pensilvania. Los miembros de esta especie alcanzan una longitud corporal de 4,6 a 4,8 milímetros.